# Матч за звання чемпіона світу із шахів 1896/1897
Шостий чемпіонат світу з шахів був проведений у Москві з 6 листопада 1896 по 14 січня 1897 років. Чинний чемпіон Емануель Ласкер переміг екс-чемпіона світу Вільгельма Стейніца з рахунком 12½ — 4½ і зберіг свій титул.

## Результати
|   | a | b | c | d | e | f | g | h |   |
| 8 | b8 чорна тура · h8 чорний король · d7 чорний ферзь · g7 чорний пішак · h7 чорний пішак · a6 чорний пішак · c6 чорний слон · f6 чорний пішак · g6 чорний кінь · a5 білий пішак · e5 чорний пішак · b4 білий слон · c4 білий слон · d4 чорна тура · b3 білий ферзь · g3 білий пішак · b2 білий пішак · e2 біла тура · f2 білий пішак · g2 білий пішак · e1 біла тура · g1 білий король | b8 чорна тура · h8 чорний король · d7 чорний ферзь · g7 чорний пішак · h7 чорний пішак · a6 чорний пішак · c6 чорний слон · f6 чорний пішак · g6 чорний кінь · a5 білий пішак · e5 чорний пішак · b4 білий слон · c4 білий слон · d4 чорна тура · b3 білий ферзь · g3 білий пішак · b2 білий пішак · e2 біла тура · f2 білий пішак · g2 білий пішак · e1 біла тура · g1 білий король | b8 чорна тура · h8 чорний король · d7 чорний ферзь · g7 чорний пішак · h7 чорний пішак · a6 чорний пішак · c6 чорний слон · f6 чорний пішак · g6 чорний кінь · a5 білий пішак · e5 чорний пішак · b4 білий слон · c4 білий слон · d4 чорна тура · b3 білий ферзь · g3 білий пішак · b2 білий пішак · e2 біла тура · f2 білий пішак · g2 білий пішак · e1 біла тура · g1 білий король | b8 чорна тура · h8 чорний король · d7 чорний ферзь · g7 чорний пішак · h7 чорний пішак · a6 чорний пішак · c6 чорний слон · f6 чорний пішак · g6 чорний кінь · a5 білий пішак · e5 чорний пішак · b4 білий слон · c4 білий слон · d4 чорна тура · b3 білий ферзь · g3 білий пішак · b2 білий пішак · e2 біла тура · f2 білий пішак · g2 білий пішак · e1 біла тура · g1 білий король | b8 чорна тура · h8 чорний король · d7 чорний ферзь · g7 чорний пішак · h7 чорний пішак · a6 чорний пішак · c6 чорний слон · f6 чорний пішак · g6 чорний кінь · a5 білий пішак · e5 чорний пішак · b4 білий слон · c4 білий слон · d4 чорна тура · b3 білий ферзь · g3 білий пішак · b2 білий пішак · e2 біла тура · f2 білий пішак · g2 білий пішак · e1 біла тура · g1 білий король | b8 чорна тура · h8 чорний король · d7 чорний ферзь · g7 чорний пішак · h7 чорний пішак · a6 чорний пішак · c6 чорний слон · f6 чорний пішак · g6 чорний кінь · a5 білий пішак · e5 чорний пішак · b4 білий слон · c4 білий слон · d4 чорна тура · b3 білий ферзь · g3 білий пішак · b2 білий пішак · e2 біла тура · f2 білий пішак · g2 білий пішак · e1 біла тура · g1 білий король | b8 чорна тура · h8 чорний король · d7 чорний ферзь · g7 чорний пішак · h7 чорний пішак · a6 чорний пішак · c6 чорний слон · f6 чорний пішак · g6 чорний кінь · a5 білий пішак · e5 чорний пішак · b4 білий слон · c4 білий слон · d4 чорна тура · b3 білий ферзь · g3 білий пішак · b2 білий пішак · e2 біла тура · f2 білий пішак · g2 білий пішак · e1 біла тура · g1 білий король | b8 чорна тура · h8 чорний король · d7 чорний ферзь · g7 чорний пішак · h7 чорний пішак · a6 чорний пішак · c6 чорний слон · f6 чорний пішак · g6 чорний кінь · a5 білий пішак · e5 чорний пішак · b4 білий слон · c4 білий слон · d4 чорна тура · b3 білий ферзь · g3 білий пішак · b2 білий пішак · e2 біла тура · f2 білий пішак · g2 білий пішак · e1 біла тура · g1 білий король | 8 |
| 7 | b8 чорна тура · h8 чорний король · d7 чорний ферзь · g7 чорний пішак · h7 чорний пішак · a6 чорний пішак · c6 чорний слон · f6 чорний пішак · g6 чорний кінь · a5 білий пішак · e5 чорний пішак · b4 білий слон · c4 білий слон · d4 чорна тура · b3 білий ферзь · g3 білий пішак · b2 білий пішак · e2 біла тура · f2 білий пішак · g2 білий пішак · e1 біла тура · g1 білий король | b8 чорна тура · h8 чорний король · d7 чорний ферзь · g7 чорний пішак · h7 чорний пішак · a6 чорний пішак · c6 чорний слон · f6 чорний пішак · g6 чорний кінь · a5 білий пішак · e5 чорний пішак · b4 білий слон · c4 білий слон · d4 чорна тура · b3 білий ферзь · g3 білий пішак · b2 білий пішак · e2 біла тура · f2 білий пішак · g2 білий пішак · e1 біла тура · g1 білий король | b8 чорна тура · h8 чорний король · d7 чорний ферзь · g7 чорний пішак · h7 чорний пішак · a6 чорний пішак · c6 чорний слон · f6 чорний пішак · g6 чорний кінь · a5 білий пішак · e5 чорний пішак · b4 білий слон · c4 білий слон · d4 чорна тура · b3 білий ферзь · g3 білий пішак · b2 білий пішак · e2 біла тура · f2 білий пішак · g2 білий пішак · e1 біла тура · g1 білий король | b8 чорна тура · h8 чорний король · d7 чорний ферзь · g7 чорний пішак · h7 чорний пішак · a6 чорний пішак · c6 чорний слон · f6 чорний пішак · g6 чорний кінь · a5 білий пішак · e5 чорний пішак · b4 білий слон · c4 білий слон · d4 чорна тура · b3 білий ферзь · g3 білий пішак · b2 білий пішак · e2 біла тура · f2 білий пішак · g2 білий пішак · e1 біла тура · g1 білий король | b8 чорна тура · h8 чорний король · d7 чорний ферзь · g7 чорний пішак · h7 чорний пішак · a6 чорний пішак · c6 чорний слон · f6 чорний пішак · g6 чорний кінь · a5 білий пішак · e5 чорний пішак · b4 білий слон · c4 білий слон · d4 чорна тура · b3 білий ферзь · g3 білий пішак · b2 білий пішак · e2 біла тура · f2 білий пішак · g2 білий пішак · e1 біла тура · g1 білий король | b8 чорна тура · h8 чорний король · d7 чорний ферзь · g7 чорний пішак · h7 чорний пішак · a6 чорний пішак · c6 чорний слон · f6 чорний пішак · g6 чорний кінь · a5 білий пішак · e5 чорний пішак · b4 білий слон · c4 білий слон · d4 чорна тура · b3 білий ферзь · g3 білий пішак · b2 білий пішак · e2 біла тура · f2 білий пішак · g2 білий пішак · e1 біла тура · g1 білий король | b8 чорна тура · h8 чорний король · d7 чорний ферзь · g7 чорний пішак · h7 чорний пішак · a6 чорний пішак · c6 чорний слон · f6 чорний пішак · g6 чорний кінь · a5 білий пішак · e5 чорний пішак · b4 білий слон · c4 білий слон · d4 чорна тура · b3 білий ферзь · g3 білий пішак · b2 білий пішак · e2 біла тура · f2 білий пішак · g2 білий пішак · e1 біла тура · g1 білий король | b8 чорна тура · h8 чорний король · d7 чорний ферзь · g7 чорний пішак · h7 чорний пішак · a6 чорний пішак · c6 чорний слон · f6 чорний пішак · g6 чорний кінь · a5 білий пішак · e5 чорний пішак · b4 білий слон · c4 білий слон · d4 чорна тура · b3 білий ферзь · g3 білий пішак · b2 білий пішак · e2 біла тура · f2 білий пішак · g2 білий пішак · e1 біла тура · g1 білий король | 7 |
| 6 | b8 чорна тура · h8 чорний король · d7 чорний ферзь · g7 чорний пішак · h7 чорний пішак · a6 чорний пішак · c6 чорний слон · f6 чорний пішак · g6 чорний кінь · a5 білий пішак · e5 чорний пішак · b4 білий слон · c4 білий слон · d4 чорна тура · b3 білий ферзь · g3 білий пішак · b2 білий пішак · e2 біла тура · f2 білий пішак · g2 білий пішак · e1 біла тура · g1 білий король | b8 чорна тура · h8 чорний король · d7 чорний ферзь · g7 чорний пішак · h7 чорний пішак · a6 чорний пішак · c6 чорний слон · f6 чорний пішак · g6 чорний кінь · a5 білий пішак · e5 чорний пішак · b4 білий слон · c4 білий слон · d4 чорна тура · b3 білий ферзь · g3 білий пішак · b2 білий пішак · e2 біла тура · f2 білий пішак · g2 білий пішак · e1 біла тура · g1 білий король | b8 чорна тура · h8 чорний король · d7 чорний ферзь · g7 чорний пішак · h7 чорний пішак · a6 чорний пішак · c6 чорний слон · f6 чорний пішак · g6 чорний кінь · a5 білий пішак · e5 чорний пішак · b4 білий слон · c4 білий слон · d4 чорна тура · b3 білий ферзь · g3 білий пішак · b2 білий пішак · e2 біла тура · f2 білий пішак · g2 білий пішак · e1 біла тура · g1 білий король | b8 чорна тура · h8 чорний король · d7 чорний ферзь · g7 чорний пішак · h7 чорний пішак · a6 чорний пішак · c6 чорний слон · f6 чорний пішак · g6 чорний кінь · a5 білий пішак · e5 чорний пішак · b4 білий слон · c4 білий слон · d4 чорна тура · b3 білий ферзь · g3 білий пішак · b2 білий пішак · e2 біла тура · f2 білий пішак · g2 білий пішак · e1 біла тура · g1 білий король | b8 чорна тура · h8 чорний король · d7 чорний ферзь · g7 чорний пішак · h7 чорний пішак · a6 чорний пішак · c6 чорний слон · f6 чорний пішак · g6 чорний кінь · a5 білий пішак · e5 чорний пішак · b4 білий слон · c4 білий слон · d4 чорна тура · b3 білий ферзь · g3 білий пішак · b2 білий пішак · e2 біла тура · f2 білий пішак · g2 білий пішак · e1 біла тура · g1 білий король | b8 чорна тура · h8 чорний король · d7 чорний ферзь · g7 чорний пішак · h7 чорний пішак · a6 чорний пішак · c6 чорний слон · f6 чорний пішак · g6 чорний кінь · a5 білий пішак · e5 чорний пішак · b4 білий слон · c4 білий слон · d4 чорна тура · b3 білий ферзь · g3 білий пішак · b2 білий пішак · e2 біла тура · f2 білий пішак · g2 білий пішак · e1 біла тура · g1 білий король | b8 чорна тура · h8 чорний король · d7 чорний ферзь · g7 чорний пішак · h7 чорний пішак · a6 чорний пішак · c6 чорний слон · f6 чорний пішак · g6 чорний кінь · a5 білий пішак · e5 чорний пішак · b4 білий слон · c4 білий слон · d4 чорна тура · b3 білий ферзь · g3 білий пішак · b2 білий пішак · e2 біла тура · f2 білий пішак · g2 білий пішак · e1 біла тура · g1 білий король | b8 чорна тура · h8 чорний король · d7 чорний ферзь · g7 чорний пішак · h7 чорний пішак · a6 чорний пішак · c6 чорний слон · f6 чорний пішак · g6 чорний кінь · a5 білий пішак · e5 чорний пішак · b4 білий слон · c4 білий слон · d4 чорна тура · b3 білий ферзь · g3 білий пішак · b2 білий пішак · e2 біла тура · f2 білий пішак · g2 білий пішак · e1 біла тура · g1 білий король | 6 |
| 5 | b8 чорна тура · h8 чорний король · d7 чорний ферзь · g7 чорний пішак · h7 чорний пішак · a6 чорний пішак · c6 чорний слон · f6 чорний пішак · g6 чорний кінь · a5 білий пішак · e5 чорний пішак · b4 білий слон · c4 білий слон · d4 чорна тура · b3 білий ферзь · g3 білий пішак · b2 білий пішак · e2 біла тура · f2 білий пішак · g2 білий пішак · e1 біла тура · g1 білий король | b8 чорна тура · h8 чорний король · d7 чорний ферзь · g7 чорний пішак · h7 чорний пішак · a6 чорний пішак · c6 чорний слон · f6 чорний пішак · g6 чорний кінь · a5 білий пішак · e5 чорний пішак · b4 білий слон · c4 білий слон · d4 чорна тура · b3 білий ферзь · g3 білий пішак · b2 білий пішак · e2 біла тура · f2 білий пішак · g2 білий пішак · e1 біла тура · g1 білий король | b8 чорна тура · h8 чорний король · d7 чорний ферзь · g7 чорний пішак · h7 чорний пішак · a6 чорний пішак · c6 чорний слон · f6 чорний пішак · g6 чорний кінь · a5 білий пішак · e5 чорний пішак · b4 білий слон · c4 білий слон · d4 чорна тура · b3 білий ферзь · g3 білий пішак · b2 білий пішак · e2 біла тура · f2 білий пішак · g2 білий пішак · e1 біла тура · g1 білий король | b8 чорна тура · h8 чорний король · d7 чорний ферзь · g7 чорний пішак · h7 чорний пішак · a6 чорний пішак · c6 чорний слон · f6 чорний пішак · g6 чорний кінь · a5 білий пішак · e5 чорний пішак · b4 білий слон · c4 білий слон · d4 чорна тура · b3 білий ферзь · g3 білий пішак · b2 білий пішак · e2 біла тура · f2 білий пішак · g2 білий пішак · e1 біла тура · g1 білий король | b8 чорна тура · h8 чорний король · d7 чорний ферзь · g7 чорний пішак · h7 чорний пішак · a6 чорний пішак · c6 чорний слон · f6 чорний пішак · g6 чорний кінь · a5 білий пішак · e5 чорний пішак · b4 білий слон · c4 білий слон · d4 чорна тура · b3 білий ферзь · g3 білий пішак · b2 білий пішак · e2 біла тура · f2 білий пішак · g2 білий пішак · e1 біла тура · g1 білий король | b8 чорна тура · h8 чорний король · d7 чорний ферзь · g7 чорний пішак · h7 чорний пішак · a6 чорний пішак · c6 чорний слон · f6 чорний пішак · g6 чорний кінь · a5 білий пішак · e5 чорний пішак · b4 білий слон · c4 білий слон · d4 чорна тура · b3 білий ферзь · g3 білий пішак · b2 білий пішак · e2 біла тура · f2 білий пішак · g2 білий пішак · e1 біла тура · g1 білий король | b8 чорна тура · h8 чорний король · d7 чорний ферзь · g7 чорний пішак · h7 чорний пішак · a6 чорний пішак · c6 чорний слон · f6 чорний пішак · g6 чорний кінь · a5 білий пішак · e5 чорний пішак · b4 білий слон · c4 білий слон · d4 чорна тура · b3 білий ферзь · g3 білий пішак · b2 білий пішак · e2 біла тура · f2 білий пішак · g2 білий пішак · e1 біла тура · g1 білий король | b8 чорна тура · h8 чорний король · d7 чорний ферзь · g7 чорний пішак · h7 чорний пішак · a6 чорний пішак · c6 чорний слон · f6 чорний пішак · g6 чорний кінь · a5 білий пішак · e5 чорний пішак · b4 білий слон · c4 білий слон · d4 чорна тура · b3 білий ферзь · g3 білий пішак · b2 білий пішак · e2 біла тура · f2 білий пішак · g2 білий пішак · e1 біла тура · g1 білий король | 5 |
| 4 | b8 чорна тура · h8 чорний король · d7 чорний ферзь · g7 чорний пішак · h7 чорний пішак · a6 чорний пішак · c6 чорний слон · f6 чорний пішак · g6 чорний кінь · a5 білий пішак · e5 чорний пішак · b4 білий слон · c4 білий слон · d4 чорна тура · b3 білий ферзь · g3 білий пішак · b2 білий пішак · e2 біла тура · f2 білий пішак · g2 білий пішак · e1 біла тура · g1 білий король | b8 чорна тура · h8 чорний король · d7 чорний ферзь · g7 чорний пішак · h7 чорний пішак · a6 чорний пішак · c6 чорний слон · f6 чорний пішак · g6 чорний кінь · a5 білий пішак · e5 чорний пішак · b4 білий слон · c4 білий слон · d4 чорна тура · b3 білий ферзь · g3 білий пішак · b2 білий пішак · e2 біла тура · f2 білий пішак · g2 білий пішак · e1 біла тура · g1 білий король | b8 чорна тура · h8 чорний король · d7 чорний ферзь · g7 чорний пішак · h7 чорний пішак · a6 чорний пішак · c6 чорний слон · f6 чорний пішак · g6 чорний кінь · a5 білий пішак · e5 чорний пішак · b4 білий слон · c4 білий слон · d4 чорна тура · b3 білий ферзь · g3 білий пішак · b2 білий пішак · e2 біла тура · f2 білий пішак · g2 білий пішак · e1 біла тура · g1 білий король | b8 чорна тура · h8 чорний король · d7 чорний ферзь · g7 чорний пішак · h7 чорний пішак · a6 чорний пішак · c6 чорний слон · f6 чорний пішак · g6 чорний кінь · a5 білий пішак · e5 чорний пішак · b4 білий слон · c4 білий слон · d4 чорна тура · b3 білий ферзь · g3 білий пішак · b2 білий пішак · e2 біла тура · f2 білий пішак · g2 білий пішак · e1 біла тура · g1 білий король | b8 чорна тура · h8 чорний король · d7 чорний ферзь · g7 чорний пішак · h7 чорний пішак · a6 чорний пішак · c6 чорний слон · f6 чорний пішак · g6 чорний кінь · a5 білий пішак · e5 чорний пішак · b4 білий слон · c4 білий слон · d4 чорна тура · b3 білий ферзь · g3 білий пішак · b2 білий пішак · e2 біла тура · f2 білий пішак · g2 білий пішак · e1 біла тура · g1 білий король | b8 чорна тура · h8 чорний король · d7 чорний ферзь · g7 чорний пішак · h7 чорний пішак · a6 чорний пішак · c6 чорний слон · f6 чорний пішак · g6 чорний кінь · a5 білий пішак · e5 чорний пішак · b4 білий слон · c4 білий слон · d4 чорна тура · b3 білий ферзь · g3 білий пішак · b2 білий пішак · e2 біла тура · f2 білий пішак · g2 білий пішак · e1 біла тура · g1 білий король | b8 чорна тура · h8 чорний король · d7 чорний ферзь · g7 чорний пішак · h7 чорний пішак · a6 чорний пішак · c6 чорний слон · f6 чорний пішак · g6 чорний кінь · a5 білий пішак · e5 чорний пішак · b4 білий слон · c4 білий слон · d4 чорна тура · b3 білий ферзь · g3 білий пішак · b2 білий пішак · e2 біла тура · f2 білий пішак · g2 білий пішак · e1 біла тура · g1 білий король | b8 чорна тура · h8 чорний король · d7 чорний ферзь · g7 чорний пішак · h7 чорний пішак · a6 чорний пішак · c6 чорний слон · f6 чорний пішак · g6 чорний кінь · a5 білий пішак · e5 чорний пішак · b4 білий слон · c4 білий слон · d4 чорна тура · b3 білий ферзь · g3 білий пішак · b2 білий пішак · e2 біла тура · f2 білий пішак · g2 білий пішак · e1 біла тура · g1 білий король | 4 |
| 3 | b8 чорна тура · h8 чорний король · d7 чорний ферзь · g7 чорний пішак · h7 чорний пішак · a6 чорний пішак · c6 чорний слон · f6 чорний пішак · g6 чорний кінь · a5 білий пішак · e5 чорний пішак · b4 білий слон · c4 білий слон · d4 чорна тура · b3 білий ферзь · g3 білий пішак · b2 білий пішак · e2 біла тура · f2 білий пішак · g2 білий пішак · e1 біла тура · g1 білий король | b8 чорна тура · h8 чорний король · d7 чорний ферзь · g7 чорний пішак · h7 чорний пішак · a6 чорний пішак · c6 чорний слон · f6 чорний пішак · g6 чорний кінь · a5 білий пішак · e5 чорний пішак · b4 білий слон · c4 білий слон · d4 чорна тура · b3 білий ферзь · g3 білий пішак · b2 білий пішак · e2 біла тура · f2 білий пішак · g2 білий пішак · e1 біла тура · g1 білий король | b8 чорна тура · h8 чорний король · d7 чорний ферзь · g7 чорний пішак · h7 чорний пішак · a6 чорний пішак · c6 чорний слон · f6 чорний пішак · g6 чорний кінь · a5 білий пішак · e5 чорний пішак · b4 білий слон · c4 білий слон · d4 чорна тура · b3 білий ферзь · g3 білий пішак · b2 білий пішак · e2 біла тура · f2 білий пішак · g2 білий пішак · e1 біла тура · g1 білий король | b8 чорна тура · h8 чорний король · d7 чорний ферзь · g7 чорний пішак · h7 чорний пішак · a6 чорний пішак · c6 чорний слон · f6 чорний пішак · g6 чорний кінь · a5 білий пішак · e5 чорний пішак · b4 білий слон · c4 білий слон · d4 чорна тура · b3 білий ферзь · g3 білий пішак · b2 білий пішак · e2 біла тура · f2 білий пішак · g2 білий пішак · e1 біла тура · g1 білий король | b8 чорна тура · h8 чорний король · d7 чорний ферзь · g7 чорний пішак · h7 чорний пішак · a6 чорний пішак · c6 чорний слон · f6 чорний пішак · g6 чорний кінь · a5 білий пішак · e5 чорний пішак · b4 білий слон · c4 білий слон · d4 чорна тура · b3 білий ферзь · g3 білий пішак · b2 білий пішак · e2 біла тура · f2 білий пішак · g2 білий пішак · e1 біла тура · g1 білий король | b8 чорна тура · h8 чорний король · d7 чорний ферзь · g7 чорний пішак · h7 чорний пішак · a6 чорний пішак · c6 чорний слон · f6 чорний пішак · g6 чорний кінь · a5 білий пішак · e5 чорний пішак · b4 білий слон · c4 білий слон · d4 чорна тура · b3 білий ферзь · g3 білий пішак · b2 білий пішак · e2 біла тура · f2 білий пішак · g2 білий пішак · e1 біла тура · g1 білий король | b8 чорна тура · h8 чорний король · d7 чорний ферзь · g7 чорний пішак · h7 чорний пішак · a6 чорний пішак · c6 чорний слон · f6 чорний пішак · g6 чорний кінь · a5 білий пішак · e5 чорний пішак · b4 білий слон · c4 білий слон · d4 чорна тура · b3 білий ферзь · g3 білий пішак · b2 білий пішак · e2 біла тура · f2 білий пішак · g2 білий пішак · e1 біла тура · g1 білий король | b8 чорна тура · h8 чорний король · d7 чорний ферзь · g7 чорний пішак · h7 чорний пішак · a6 чорний пішак · c6 чорний слон · f6 чорний пішак · g6 чорний кінь · a5 білий пішак · e5 чорний пішак · b4 білий слон · c4 білий слон · d4 чорна тура · b3 білий ферзь · g3 білий пішак · b2 білий пішак · e2 біла тура · f2 білий пішак · g2 білий пішак · e1 біла тура · g1 білий король | 3 |
| 2 | b8 чорна тура · h8 чорний король · d7 чорний ферзь · g7 чорний пішак · h7 чорний пішак · a6 чорний пішак · c6 чорний слон · f6 чорний пішак · g6 чорний кінь · a5 білий пішак · e5 чорний пішак · b4 білий слон · c4 білий слон · d4 чорна тура · b3 білий ферзь · g3 білий пішак · b2 білий пішак · e2 біла тура · f2 білий пішак · g2 білий пішак · e1 біла тура · g1 білий король | b8 чорна тура · h8 чорний король · d7 чорний ферзь · g7 чорний пішак · h7 чорний пішак · a6 чорний пішак · c6 чорний слон · f6 чорний пішак · g6 чорний кінь · a5 білий пішак · e5 чорний пішак · b4 білий слон · c4 білий слон · d4 чорна тура · b3 білий ферзь · g3 білий пішак · b2 білий пішак · e2 біла тура · f2 білий пішак · g2 білий пішак · e1 біла тура · g1 білий король | b8 чорна тура · h8 чорний король · d7 чорний ферзь · g7 чорний пішак · h7 чорний пішак · a6 чорний пішак · c6 чорний слон · f6 чорний пішак · g6 чорний кінь · a5 білий пішак · e5 чорний пішак · b4 білий слон · c4 білий слон · d4 чорна тура · b3 білий ферзь · g3 білий пішак · b2 білий пішак · e2 біла тура · f2 білий пішак · g2 білий пішак · e1 біла тура · g1 білий король | b8 чорна тура · h8 чорний король · d7 чорний ферзь · g7 чорний пішак · h7 чорний пішак · a6 чорний пішак · c6 чорний слон · f6 чорний пішак · g6 чорний кінь · a5 білий пішак · e5 чорний пішак · b4 білий слон · c4 білий слон · d4 чорна тура · b3 білий ферзь · g3 білий пішак · b2 білий пішак · e2 біла тура · f2 білий пішак · g2 білий пішак · e1 біла тура · g1 білий король | b8 чорна тура · h8 чорний король · d7 чорний ферзь · g7 чорний пішак · h7 чорний пішак · a6 чорний пішак · c6 чорний слон · f6 чорний пішак · g6 чорний кінь · a5 білий пішак · e5 чорний пішак · b4 білий слон · c4 білий слон · d4 чорна тура · b3 білий ферзь · g3 білий пішак · b2 білий пішак · e2 біла тура · f2 білий пішак · g2 білий пішак · e1 біла тура · g1 білий король | b8 чорна тура · h8 чорний король · d7 чорний ферзь · g7 чорний пішак · h7 чорний пішак · a6 чорний пішак · c6 чорний слон · f6 чорний пішак · g6 чорний кінь · a5 білий пішак · e5 чорний пішак · b4 білий слон · c4 білий слон · d4 чорна тура · b3 білий ферзь · g3 білий пішак · b2 білий пішак · e2 біла тура · f2 білий пішак · g2 білий пішак · e1 біла тура · g1 білий король | b8 чорна тура · h8 чорний король · d7 чорний ферзь · g7 чорний пішак · h7 чорний пішак · a6 чорний пішак · c6 чорний слон · f6 чорний пішак · g6 чорний кінь · a5 білий пішак · e5 чорний пішак · b4 білий слон · c4 білий слон · d4 чорна тура · b3 білий ферзь · g3 білий пішак · b2 білий пішак · e2 біла тура · f2 білий пішак · g2 білий пішак · e1 біла тура · g1 білий король | b8 чорна тура · h8 чорний король · d7 чорний ферзь · g7 чорний пішак · h7 чорний пішак · a6 чорний пішак · c6 чорний слон · f6 чорний пішак · g6 чорний кінь · a5 білий пішак · e5 чорний пішак · b4 білий слон · c4 білий слон · d4 чорна тура · b3 білий ферзь · g3 білий пішак · b2 білий пішак · e2 біла тура · f2 білий пішак · g2 білий пішак · e1 біла тура · g1 білий король | 2 |
| 1 | b8 чорна тура · h8 чорний король · d7 чорний ферзь · g7 чорний пішак · h7 чорний пішак · a6 чорний пішак · c6 чорний слон · f6 чорний пішак · g6 чорний кінь · a5 білий пішак · e5 чорний пішак · b4 білий слон · c4 білий слон · d4 чорна тура · b3 білий ферзь · g3 білий пішак · b2 білий пішак · e2 біла тура · f2 білий пішак · g2 білий пішак · e1 біла тура · g1 білий король | b8 чорна тура · h8 чорний король · d7 чорний ферзь · g7 чорний пішак · h7 чорний пішак · a6 чорний пішак · c6 чорний слон · f6 чорний пішак · g6 чорний кінь · a5 білий пішак · e5 чорний пішак · b4 білий слон · c4 білий слон · d4 чорна тура · b3 білий ферзь · g3 білий пішак · b2 білий пішак · e2 біла тура · f2 білий пішак · g2 білий пішак · e1 біла тура · g1 білий король | b8 чорна тура · h8 чорний король · d7 чорний ферзь · g7 чорний пішак · h7 чорний пішак · a6 чорний пішак · c6 чорний слон · f6 чорний пішак · g6 чорний кінь · a5 білий пішак · e5 чорний пішак · b4 білий слон · c4 білий слон · d4 чорна тура · b3 білий ферзь · g3 білий пішак · b2 білий пішак · e2 біла тура · f2 білий пішак · g2 білий пішак · e1 біла тура · g1 білий король | b8 чорна тура · h8 чорний король · d7 чорний ферзь · g7 чорний пішак · h7 чорний пішак · a6 чорний пішак · c6 чорний слон · f6 чорний пішак · g6 чорний кінь · a5 білий пішак · e5 чорний пішак · b4 білий слон · c4 білий слон · d4 чорна тура · b3 білий ферзь · g3 білий пішак · b2 білий пішак · e2 біла тура · f2 білий пішак · g2 білий пішак · e1 біла тура · g1 білий король | b8 чорна тура · h8 чорний король · d7 чорний ферзь · g7 чорний пішак · h7 чорний пішак · a6 чорний пішак · c6 чорний слон · f6 чорний пішак · g6 чорний кінь · a5 білий пішак · e5 чорний пішак · b4 білий слон · c4 білий слон · d4 чорна тура · b3 білий ферзь · g3 білий пішак · b2 білий пішак · e2 біла тура · f2 білий пішак · g2 білий пішак · e1 біла тура · g1 білий король | b8 чорна тура · h8 чорний король · d7 чорний ферзь · g7 чорний пішак · h7 чорний пішак · a6 чорний пішак · c6 чорний слон · f6 чорний пішак · g6 чорний кінь · a5 білий пішак · e5 чорний пішак · b4 білий слон · c4 білий слон · d4 чорна тура · b3 білий ферзь · g3 білий пішак · b2 білий пішак · e2 біла тура · f2 білий пішак · g2 білий пішак · e1 біла тура · g1 білий король | b8 чорна тура · h8 чорний король · d7 чорний ферзь · g7 чорний пішак · h7 чорний пішак · a6 чорний пішак · c6 чорний слон · f6 чорний пішак · g6 чорний кінь · a5 білий пішак · e5 чорний пішак · b4 білий слон · c4 білий слон · d4 чорна тура · b3 білий ферзь · g3 білий пішак · b2 білий пішак · e2 біла тура · f2 білий пішак · g2 білий пішак · e1 біла тура · g1 білий король | b8 чорна тура · h8 чорний король · d7 чорний ферзь · g7 чорний пішак · h7 чорний пішак · a6 чорний пішак · c6 чорний слон · f6 чорний пішак · g6 чорний кінь · a5 білий пішак · e5 чорний пішак · b4 білий слон · c4 білий слон · d4 чорна тура · b3 білий ферзь · g3 білий пішак · b2 білий пішак · e2 біла тура · f2 білий пішак · g2 білий пішак · e1 біла тура · g1 білий король | 1 |
|   | a | b | c | d | e | f | g | h |   |

Перший гравець, що вигравав десять ігор, ставав чемпіоном світу.
|                                  | 1 | 2 | 3 | 4 | 5 | 6 | 7 | 8 | 9 | 10 | 11 | 12 | 13 | 14 | 15 | 16 | 17 | Перемоги | Рахунок |
| -------------------------------- | - | - | - | - | - | - | - | - | - | -- | -- | -- | -- | -- | -- | -- | -- | -------- | ------- |
| Вільям Стейніц (Сполучені Штати) | 0 | 0 | 0 | 0 | ½ | 0 | ½ | ½ | ½ | 0  | 0  | 1  | 1  | 0  | ½  | 0  | 0  | 2        | 4½      |
| Емануель Ласкер (Німеччина)      | 1 | 1 | 1 | 1 | ½ | 1 | ½ | ½ | ½ | 1  | 1  | 0  | 0  | 1  | ½  | 1  | 1  | 10       | 12½     |